# 龙江银行
龙江银行股份有限公司（英語： Longjiang Bank Co., Ltd.，简称龙江银行）是经中国银行业监督管理委员会于2009年11月27日批准，合并原齐齐哈尔市商业银行、牡丹江市商业银行、大庆市商业银行和七台河市城市信用社而设立的股份有限公司。龙江银行注册资本30.8亿元，总行设在哈尔滨市，下设总行营业部、齐齐哈尔分行、牡丹江分行、佳木斯分行、大庆分行、双鸭山分行、伊春分行、七台河分行、鹤岗分行、黑河分行和大兴安岭分行，现有营业网点126个，从业人员3291名。

## 历史
- 2009年初，吉炳轩书记和时任栗战书省长以及杜家毫副省长等省主要领导相继做出重要指示，决策组建省级商业银行。
- 4月，黑龙江省商业银行机构重组工作领导小组成立，由杜家毫副省长亲任组长。经省政府第26次常务会议、省委10届55次常委会议讨论通过、原则同意《省商业银行重组工作方案》，并定名省级商业银行为“龙江银行”，由时任韩冬炎副秘书长具体负责协调筹建龙江银行工作。
- 6月19日，成立了以省财政厅顾晚光副厅长为组长、4行社董事长以及省银监局、省金融办有关同志为副组长和成员的筹备工作小组（简称筹备组），并从4行社临时抽调部分人员40余人，在省财政厅、省金融办的积极支持下开始筹备工作。
- 11月26日，省委、省政府决定由杨进先担任筹建组副组长，协助顾晚光副厅长主抓筹建工作。
- 11月27日，银监会批准同意原齐齐哈尔市商业银行、牡丹江市商业银行、大庆市商业银行和七台河市城市信用社合并重组，新设成立龙江银行股份有限公司。
- 12月11日，召开龙江银行创立大会，按照创立大会通过的章程规定，选举产生了龙江银行股份有限公司第一届董事会、监事会成员，会议通过了董事会、监事会下设专门委员会议事规则以及内部规章制度。
- 12月21日，银监会批复同意龙江银行开业。
- 12月25日，龙江银行正式挂牌，顺利圆满地完成了组建工作。

## 贪腐事件
2014年9月10日，龙江银行党委副书记、监事长杨进先因涉嫌严重违纪违法，目前正接受组织调查。

## 資料來源
1. 1 2 3 4 5 6 7 8   (pdf). 龙江银行. 2023-04-25  [2023-05-10].
2. ↑  龙江银行. . 2010-12-17  [2010-12-23]. （原始内容存档于2010-12-24） （中文）.
3. ↑  .   [2014-09-12]. （原始内容存档于2014-09-12）.